# سلام بر فرشتگان
سلام بر فرشتگان فیلمی به کارگردانی و نویسندگی فرزاد اژدری و تهیه‌کنندگی حسن علیمردانی ساخته سال ۱۳۸۹ است.

## خلاصه فیلم
این فیلم داستان یک دختر بچه‌ به نام شادی است که برای زنده نگه داشتن مادربزرگ بیمار خود دست به کارهای عجیبی می‌زند.

## جشنواره‌ها
جوایز فیلم سلام بر فرشتگان به شرح زیر است.
- سیمرغ بلورین بهترین جلوه‌های ویژه بصری رایانه‌ای (امیر سحرخیز - کامران سحرخیز -سید هادی اسلامی) سی‌امین دوره جشنواره فیلم فجر
- پروانه زرین بهترین فیلم (حسن علیمردانی - مرکز گسترش سینمای مستند و تجربی) بیست و پنجمین دوره جشنواره فیلم‌های کودکان و نوجوانان
- پروانه زرین بهترین فیلمنامه (فرزاد اژدری) بیست و پنجمین دوره جشنواره فیلم‌های کودکان و نوجوانان
- دیپلم افتخار بهترین بازیگر کودک (کیمیا حسینی) بیست و پنجمین دوره جشنواره فیلم‌های کودکان و نوجوانان
- جایزه سازمان پژوهش و برنامه‌ریزی آموزشی (کیمیا حسینی) بیست و پنجمین دوره جشنواره فیلم‌های کودکان و نوجوانان
- جایزه انجمن توان‌خواهان ذهنی و جسمی فردای اصفهان (فرزاد اژدری) بیست و پنجمین دوره جشنواره فیلم‌های کودکان و نوجوانان
- جایزه انجمن توان‌خواهان ذهنی و جسمی فردای اصفهان (کیمیا حسینی) بیست و پنجمین دوره جشنواره فیلم‌های کودکان و نوجوانان
- جایزه دبیرخانه شورای فرهنگ عمومی (فرزاد اژدی) بیست و پنجمین دوره جشنواره فیلم‌های کودکان و نوجوانان
- جایزه جمعیت دفاع از ملت فلسطین و بنیاد ادبیات داستانی ایرانیان (فرزاد اژدری) بیست و پنجمین دوره جشنواره فیلم‌های کودکان و نوجوانان